# Bob Mulvihill
Robert Francis Mulvihill, detto Bob (Washington, 9 marzo 1924 – Manasquan, 17 maggio 2016), è stato un cestista statunitense, professionista nella NBL.

## Carriera
Giocò una stagione nella NBL, disputando complessivamente 34 partite con 0,9 punti di media.